# Berenguel de Landoria
Berenguer de Landoria O.P. (Roergue, 1262-Santiago de Compostel·la, 1330) fou mestre general de l'Orde de Predicadors (dominicans) i arquebisbe de Santiago de Compostel·la el 1317. Va ser un dels protagonistes de l'època convulsa de l'església, durant la seva seu a Avinyó. Una de les torres de la catedral de Santiago, porta el seu nom.

## Biografia
Va néixer el 1262, segon fill dels comtes de Rodés, una de les corts més importants de l'època, que cultivava amb gran èxit la poesia trobadoresca i tots els altres arts. En imposar-se la primogenitura, es va veure obligat a posar-se al servei de l'església. Berenguer ascendeix ràpidament dins l'església fins a fer-se íntim amic de Joan XXII.
El 15 de juliol de 1317, va ser nomenat arquebisbe de Santiago de Compostel·la, als 55 anys. Onze mesos més tard emprèn camí cap a Santiago per fer-se'n càrrec.
El bisbe, va tractar d'entrar a la ciutat quatre vegades, de les quals tres va ser rebutjat en emboscades. Aleshores va ordir un pla d'atac en el seu castell de la localitat de Padrón (Corunya) aliant-se amb altres nobles. El 1318 entra a la ciutat victoriós i se li dedica una torre de la catedral de Santiago de Compostel·la a Galícia, la Berenguela, utilitzada primer com a torre de guaita i després com a campanar.

## Végue també
- Llista d'arquebisbes de Santiago de Compostel·la
- Arxidiòcesi de Santiago de Compostel·la